# Хари Стек Съливан
Хърбърт „Хари“ Стек Съливан (на английски: Herbert "Harry" Stack Sullivan) е американски психиатър, чиято работа върху психоанализата се основана на директното и проверяемо наблюдение (срещу по-абстрактните концепции за несъзнателното, фаворизирани от Зигмунд Фройд и неговите ученици).
Известен със своята интерперсонална теория за психиатрията, Съливан определя психиатрията като „изучаване на междуличностните взаимоотношения“. Според него тя е допълнение на социалната психология. Цялостната личностн произлиза от здрави междуличностни отношения. Самата личност се определя в термините на междуличностните взаимоотношения. Социалният характер на психиатрията се въплъщава в мисленето на Съливан. Не само че личността е вкоренена в междуличностните взаимоотношения според него, но и отношението „терапевт-пациент“ е от критично значение за успешната терапия. Като включен наблюдател терапевтът участва в изследването на проблемите, което правят пациентите. Тревожността, лежаща в основата на почти всички емоционални трудности, е осакатяващият елемент, който трябва да се замени от чувството за сигурност, за емоционално спокойствие. В допълнение на споменатите вече идеи Съливан е известен и с различни понятия: динамизъм, Аз-система, паратаксично изкривяване, еднородов постулат и теорията си за развитието на личността. За разлика от много знаменитости той печели славата си посмъртно.

## Книги
- Неговите писания включват Conceptions of Modern Psychiatry (Концепции на модерната психиатрия), (1947, repr. 1966);
- The Interpersonal Theory of Psychiatry (Междуличностна теория на психиатрията), (ed. by H. S. Perry and M. L. Gawel, 1953, repr. 1968);
- Schizophrenia as a Human Process (Шизофренията като човешки процес) (1962, repr. 1974).